# نایادت لوپز
نایادت لوپز (انگلیسی: Nayadet López؛ زادهٔ ۵ اوت ۱۹۹۴) بازیکن فوتبال اهل اسپانیا است.
از باشگاه‌هایی که در آن بازی کرده‌است می‌توان به باشگاه فوتبال زنان والنسیا اشاره کرد.
وی همچنین در تیم ملی فوتبال زنان شیلی بازی کرده‌است.